# NTM Zeitschrift für Geschichte der Wissenschaften, Technik und Medizin
NTM Zeitschrift für Geschichte der Wissenschaften, Technik und Medizin ist eine wissenschaftsgeschichtliche Fachzeitschrift. In der DDR erschien sie von 1960 bis 1991 unter den Namen „NTM Schriftenreihe für Geschichte der Naturwissenschaften, Technik und Medizin“.

## Geschichte
Die Zeitschrift erschien erstmals im Jahre 1960, wobei die ersten vier Hefte noch den Titel Zeitschrift für Geschichte der Naturwissenschaften, Technik und Medizin (NTM) trugen. Gründer der Zeitschrift waren der Wissenschaftshistoriker Gerhard Harig und Medizinhistoriker Alexander Mette (1897–1985). Nachdem Harig 1966 verstorben war, übernahm 1967 der Mathematiker und Mathematikhistoriker Hans Wußing dessen Aufgaben bei der Zeitschrift. Zuerst wurde die Zeitschrift vom VEB Deutscher Verlag der Wissenschaften in Berlin herausgegeben. Ab 1965 erschien die Zeitschrift bei der Akademischen Verlagsgesellschaft Geest & Portig KG in Leipzig.
Nach dem Ende der DDR setzte der Birkhäuser Verlag in Basel die Tradition dieser Schriftenreihe ab 1993 unter dem Titel NTM N.S. Internationale Zeitschrift für Geschichte und Ethik der Naturwissenschaften und der Medizin mit einer neuen Konzeption fort. Als führende Wissenschaftshistoriker mit dem Max-Planck-Institut für Wissenschaftsgeschichte 2004 die Gründung einer neuen Fachzeitschrift NTM ankündigten, warf Gerhard Baader den Fachvertretern vor, ihre Begeisterung für das Projekt beruhe lediglich auf der Möglichkeit, so leichter in den Beirat eines Journals zu gelangen.  Zwischen 2008 und 2018 wurde die NTM. Zeitschrift für Geschichte der Wissenschaften, Technik und Medizin von der Deutschen Gesellschaft für Geschichte der Medizin, Naturwissenschaften und Technik (DGGMNT) herausgegeben. Seit 2018 wird die NTM von der Gesellschaft für die Geschichte der Wissenschaften, der Medizin, und der Technik herausgegeben.

## Thematische Schwerpunkte
In den Veröffentlichungen sollten in erster Linie die historischen Darstellungen im Bereich der Naturwissenschaften, der Technik und Medizin herausgestellt werden. Autoren aus mehreren Ländern konnten ihre Beiträge in der Zeitschrift veröffentlichen. Die Autoren aus der DDR beschränken sich hauptsächlich auf Beiträge aus dem 19. Jahrhundert. Die Themen aus dem historischen Bereich der Technik wurden nur gering behandelt. Die Themen der Naturwissenschaften wurden etwa im gleichen Umfang wie medizinische Themen behandelt. Sowjetische Autoren versuchten, die technische Entwicklung in der UdSSR seit der Oktoberrevolution darzustellen.
Neben den Beiträgen zur Geschichte der Naturwissenschaften, Technik und Medizin wurden auch Beiträge zur Geschichte der naturwissenschaftlichen Theorien veröffentlicht, die mit den Berichten über historische Persönlichkeiten verbunden waren. Wurden Themen der philosophischen Aspekte der Geschichte angesprochen, so dominierten die Standpunkte aus marxistischer Sicht. Besondere Themenkomplexe wurden in Beiheften der Zeitschrift veröffentlicht.
Neben den fachlichen Beiträgen gab es in den Heften eine laufende Chronik der diese Zeitschrift betreffenden herausragenden Veranstaltungen und Kongresse von entsprechenden Einrichtungen und Instituten. Auch geeignete Gedenktage und Jubiläen fanden ihre Berücksichtigung. In- und ausländische Veröffentlichungen wurden in Rezensionen beschrieben, wobei besonders sowjetische Arbeiten hervorgehoben wurden.
Kontemporär bezeichnet sich die vierteljährig erscheinende Zeitschrift selbst als größte wissenschaftsgeschichtliche Fachzeitschrift im deutschen Raum. Der thematische Schwerpunkt liegt auf Forschung über Wissenschafts-, Technik-, und Medizingeschichte über alle Epochen und Regionen hinweg. Zudem werden auch Beiträge zur Geschichte der Geistes-, Sozial- und Kulturwissenschaften akzeptiert.